# Neta revaï
 (mars 2023).
Si vous disposez d'ouvrages ou d'articles de référence ou si vous connaissez des sites web de qualité traitant du thème abordé ici, merci de compléter l'article en donnant les références utiles à sa vérifiabilité et en les liant à la section « Notes et références ».
Neta revaï (hébreu : נטע רבעי) est le statut des fruits des arbres récoltés immédiatement après les trois premières années de leur plantation. 
Les fruits en état de neta revaï présentent un caractère de sainteté particulière et doivent, à l’instar du maasser sheni, être consommés en état de pureté rituelle dans l’enceinte de Jérusalem ou convertis en monnaie permettant d’acquérir des biens consommables, également à Jérusalem. Les prescriptions relatives au neta revaï font partie des prescriptions liées à la terre d'Israël, ne concernant que les fruits des arbres cultivés en terre d’Israël.